# Kuornoori
Kuornoori är en ö i Finland. Den ligger i Bottenhavet och i kommunen Euraåminne (tidigare Luvia) i landskapet Satakunta, i den sydvästra delen av landet. Ön ligger omkring 25 kilometer sydväst om Björneborg och omkring 240 kilometer nordväst om Helsingfors.
Öns area är 12,2 hektar och dess största längd är 0,6 kilometer i öst-västlig riktning.